# Branka Marković
Branka Marković (Geburtsname: Branka Bogetić) ist eine montenegrinische Politikerin der Pokret Evropa sad (PES), die unter anderem seit 2023 Mitglied im Parlament von Montenegro ist.

## Leben
Branka Marković, geborene Bogetić, begann nach dem Besuch der „Luka Simonović“-Grundschule in Nikšić, der „Sutjeska“-Grundschule in Titograd und des dortigen Gymnasiums „Marko Radović“ ein Lehramtsstudium an der Fakultät für Philosophie der Universität Montenegro am Campus Nikšić und arbeitete danach 31 Jahre lang als Klassenlehrerin an der Grundschule „Branko Božović“ in Podgorica. Sie begann ihr politisches Engagement für die Bewegung Europa Jetzt! PES (Pokret Evropa sad) unter dem heutigen Ministerpräsidenten Milojko Spajić und wurde Mitglied des Parteivorstands sowie Vizepräsidentin der Frauenorganisation der PES.
Bei der Parlamentswahl am 11. Juni 2023 wurde Branka Marković für die PES Mitglied im Parlament von Montenegro (Skupština Crne Gore). In der aktuellen Legislaturperiode ist Mitglied des Ausschusses für Geschlechtergleichstellung sowie Mitglied des Ausschusses für Bildung, Wissenschaft, Kultur und Sport sowie stellvertretendes Mitglied der Delegation bei der Interparlamentarischen Union (IPU). Im Oktober 2024 forderte sie eine Änderung des Strafrechts bei Gewalttaten unter Kindern und Jugendlichen. Während der Parlamentssitzung, in der im Januar 2025 die Verabschiedung des Gesetzentwurfs zum Haushaltsplan für 2025 besprochen werden sollte, griff Filip Adžić, Abgeordneter der Bürgerbewegung Gemeinsame Reformaktion URA (Ujedinjena reformska akcija), Branka Marković, verbal an und sagte zu ihr: „Schäm dich, setz dich!“, nachdem diese zuvor öffentlich erklärt hatte: „Wer die Verabschiedung des Haushalts boykottiert, arbeitet gegen die Bürger“.

## Weblink
- Branka Marković. Parlament von Montenegro, abgerufen am 22. Januar 2025 (montenegrinisch).